# لا نابا د سانتیاگو

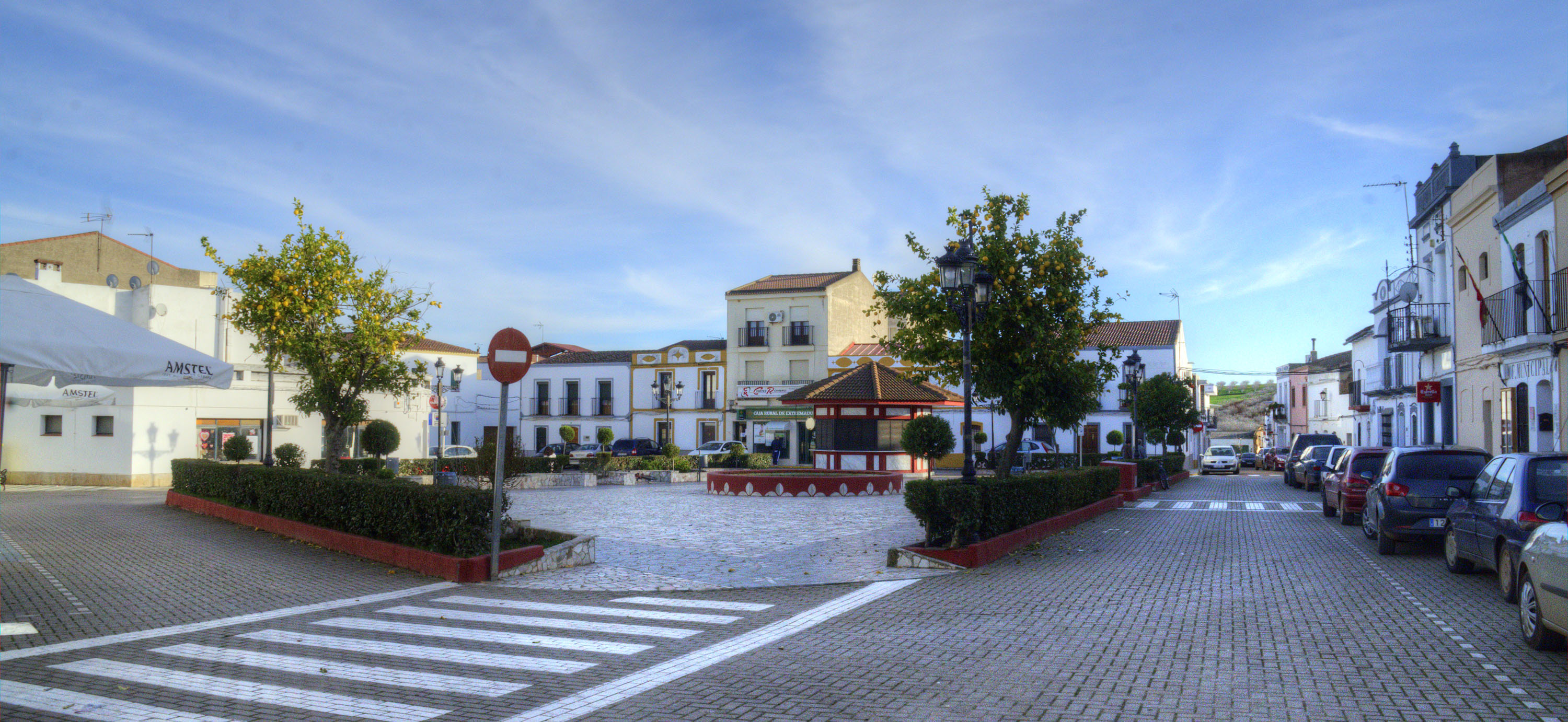

لا نابا د سانتیاگو (به اسپانیایی: La Nava de Santiago) یک شهرستان در اسپانیا است که در استان باداخس واقع شده‌است.